# Shicras de Collique
Shicras de Collique son los restos arqueológicos más antiguos de la quebrada de Collique, ubicada en el distrito de Comas de Lima, Perú.  Fueron descubiertos en 1995 por el investigador Enrique Niquin Castillo tras inspeccionar un corte accidental de unos 300 metros de largo por 2.50 metros de profundidad y 1.50 de ancho por encargo de las autoridades del Hospital Nacional Sergio E. Bernales. Se trataría de un asentamiento-campamento de antiguos pobladores del periodo arcaico o precerámico en la boca de la quebrada de Collique, donde lo más resaltante fue la aparición de shicras –redes hechas de fibra vegetal envolviendo piedras de canto rodado y enterradas con una capa de tierra regada con agua–, elemento constructivo típico de las culturas del periodo arcaico (3500 a. C.).
El hallazgo de este milenario campamento, ubicado en las inmediaciones del Hospital Sergio Bernal, se hizo en un área aparentemente desolada y eriaza en donde las autoridades han permitido incluso la construcción de un campo deportivo. La zona arqueológica fue denominada por el investigador Enrique Niquin como Las Shicras de Collique en su inventario de sitios arqueológicos del distrito de Comas. En el lugar se encontraron restos arqueológicos como matecitos de calabazas y otros artefactos que se desintegraron muy rápidamente.
Enrique Niquin afirma en su libro Quebrada de Collique quebrada histórica que antes de que llegaran los Collis a dichas tierras, el área ya estaba poblada por gente venida de la costa norte del antiguo Perú. En 2006 lanzó una edición en las que incluyó su descubrimiento de las Shicras de Collique, y cerámicas de la cultura Lambayeque en el cementerio Colli 1; reimprimiendo la misma edición en 2007 y 2008.